# Francis Henry Dillon Bell

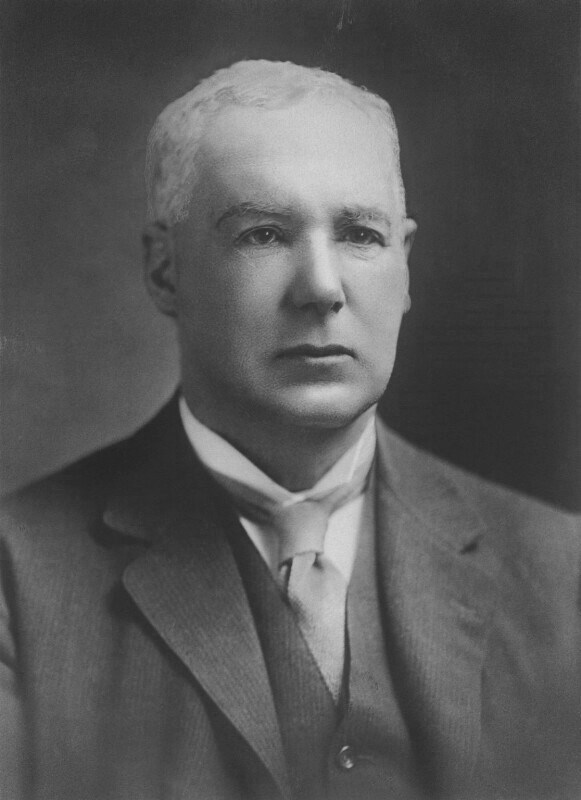
Sir Francis Henry Dillon Bell (um 1924)

Sir Francis Henry Dillon Bell, GCMG, (* 31. März 1851 in Nelson; † 13. März 1936 in Wellington) war der erste in Neuseeland geborene Premierminister Neuseelands.

## Frühes Leben
Bell wurde in Nelson als ältester Sohn von Sir Francis Dillon Bell geboren. Seine Mutter war Margaret Hort, die jüdischer Abstammung war und später zum Christentum konvertierte. Er besuchte die Auckland Grammar School und die Otago Boys’ High School; in letzterer war er 4 Jahre lang der Dux (bester Schüler).
Nach seinem Abschluss an der High School reiste er nach England und besuchte das St John’s College in Cambridge, das er 1872 als B.A. abschloss. Nach seiner Rückkehr begann er in Wellington als Jurist zu arbeiten.
Er diente in Wellington von 1878 bis 1911 als Crown Solicitor. Er war ein bedeutendes Mitglied der örtlichen und nationalen Law society (Juristenvereinigung). Er war von 1901 bis 1918 Präsident der Letzteren.

## Politische Karriere
Seine politische Karriere begann mit seiner Wahl als Bürgermeister von Wellington in den Jahren 1891, 1892 und 1897. In den ersten allgemeinen Wahlen in Neuseeland im Jahre 1890 unterlag er als unabhängiger Parlamentskandidat im Wahlkreis Wellington. In einer Nachwahl unterlag er erneut. Schließlich bekam er mit den Wahlen 1893 ein Parlamentsmandat und hatte dieses eine Wahlperiode inne.
1912 kam die Reform Party an die Macht und Bell wurde in das Oberhaus des Parlaments, den Legislative Council of New Zealand gewählt und wurde Innenminister und 1915 Immigrationsminister. 1918 wurde er Attorney General, eine Position, die er bis 1926 innehatte. Seit 1923 war er außerdem Außenminister Neuseelands.
Er vertrat Neuseeland 1922 im Völkerbund und auf den Konferenzen in Genua und Den Haag. 1923 wurde er als Knight Grand Cross des Order of St. Michael and St. George geadelt und wurde ins Privy Council berufen.

## Premierminister
Nach seiner Rückkehr nach Neuseeland wurde er amtierender Premierminister, während William Massey sich in London aufhielt. Masseys Gesundheit verschlechterte sich zunehmend und Bell übernahm weitgehend die Regierungsgeschäfte. Nach Masseys Tod am 10. Mai 1925 wurde er am 14. Mai offiziell Premierminister. Er hatte dieses Amt die nächsten 16 Tage inne. Bell wies das Angebot der Partei, Premierminister zu werden, zurück und wurde darauf am 30. Mai durch Gordon Coates ersetzt.
Nachdem er 1926 seine Ämter aufgegeben hatte, kehrte er mit Coates zum Völkerbund zurück. Er starb am 13. März 1936 in Wellington.